# Michelle Williamsová (zpěvačka)
Tenitra Michelle Williamsová (nepřechýleně Williams; * 23. července 1980 Rockford, Illinois, USA) je americká zpěvačka R&B, popu a gospelů. Je také herečkou a textařkou. S profesionálním zpěvem začala v roce 2000.
Je členkou kapely Destiny's Child.